# Eurytoma schreineri
Eurytoma schreineri är en stekelart som beskrevs av Edith Schreiner 1908. Eurytoma schreineri ingår i släktet Eurytoma och familjen kragglanssteklar. Inga underarter finns listade i Catalogue of Life.